# 桤木属
桤木属，也称赤杨属，是桦木科的一个属。和其他桦木科植物一样，赤杨的花是单性雌雄同株的，葇荑花序。每一花序仅含有雌性或雄性花。赤杨是阔叶树木中唯一雌性花序会木质化的。木质化后的雌性花序被称作球果。
全世界有赤杨30余种。安第斯赤杨只在南美洲安第斯山脉分布，未见其在欧洲，亚洲和北美洲有分布。

## 生态
赤杨是为夏绿落叶乔木或灌木。
赤杨的根部与固氮细菌共生，形成根瘤,这和结节细菌与豆类植物共生所形成的菌根一样。因此赤杨即使在树叶脱落后也有足够的氮源。这种共生关系使得赤杨能在低氮环境中生存。所以在那些经自然作用或者人类活动后失去植被的地区，赤杨常常作为一种先锋植物在这些地方繁殖，比如雪崩后，绿赤杨会作为先锋，首先在该地区生长，为其他植物进驻做准备。
灰赤杨和普通赤杨(A. incana 和 A. glutinosa) 常见于水域边缘或者潮湿地区。在非常潮湿的地区养分经常不充足，具固氮作用的根瘤起着决定性作用，这就是有些地区只有赤杨生长，而不见其他树种的原因。
灰赤杨和普通赤杨能防止河水对堤岸的侵蚀，起到很大的生态作用。

## 用途
赤杨木轻，在湿度经常变化的环境中很容易变坏。但在水中它却可以长久保存。赤杨木在新鲜砍伐后或者在潮湿环境中可以燃烧。特别适用于土方作业，制作刷子杆柄，扫帚杆，玩具还有乐器。

## 赤杨种类 (部分)
- 意大利赤杨 (Alnus cordata)
- 普通赤杨 (Alnus glutinosa)
- 灰赤杨, 也作白赤杨(Alnus incana)
- 安第斯赤杨 (Alnus jorullensis)
- 美国赤杨 (Alnus rubra)
- 绿赤杨 (Alnus viridis)
- 臺灣赤楊(Alnus formosana) (Burkill ex Forbes & Hemsl.) Makino